# Phlyctaeniidae
De Phlyctaeniidae zijn een familie van uitgestorven placoderme vissen die leefden tijdens het Devoon, voornamelijk in wat nu Noorwegen en Noord-Amerika is.
De familie werd in 1947 benoemd door Henry Weed Fowler.

## Geslachten
- Aggeraspis
- Arctaspis
- Arctolepis
- Cartieraspis
- Diadsomaspis
- Dicksonosteus
- Elegantaspis
- Gaspeaspis
- Heintzosteus
- Heterogaspis
- Huginaspis
- Kolpaspis
- Kueichowlepis
- Lyhoalepis
- Neophlyctaenius
- Pageauaspis
- Phlyctaenius
- Prosphymaspis